# Владимир Илиев (учител)
Вижте пояснителната страница за други личности с името Владимир Илиев.
Владимир Илиев Кюркчиев е български просветен деец от Македония.

## Биография
Илиев е роден около 1885/1886 година в град Кавадарци, тогава в Османската империя, днес в Северна Македония. Брат е на революционера Янаки Илиев. Първоначално учи в Каварадци, а от 1901 година - в Цариградската духовна семинария, която завършва в 1907 година. След завършването ѝ става учител в основното и трикласно българско училище в Пера, Цариград, където преподава три години до 1910 година с 60 лири годишна заплата.
При избухването на Балканската война, докато е студент, Илиев е доброволец в Македоно-одринското опълчение като служи в I рота на II скопска дружина.
След войните в 1918/1919 и 1919/1920 година преподава в Струмишката гимназия и след това става пръв директор на гимназията след преместването ѝ в Горна Джумая. В 1921/1922 година заминава да преподава в училището в Бачковския манастир.
На 15 септември 1924 година започва работа като учител в Софийската духовна семинария, където остава до пенсионирането си около 1936 година. Пише активно в епархийското списание „Народен страж“.
Умира в София.